# Eugenio Molinet
Eugenio Molinet y Amorós (Guáimaro, c. 1865-La Habana, 1959) fue un médico, militar y político cubano.

## Orígenes y primeros años
Nació en Guáimaro, en la provincia de Camagüey, en 1865. Era hijo de una familia adinerada, descendientes de franceses. En 1869, su familia lo envió a la ciudad de Nuevitas. Posteriormente, se radicó en La Habana, donde realizó sus estudios superiores. Se graduó de médico en la Universidad de La Habana.

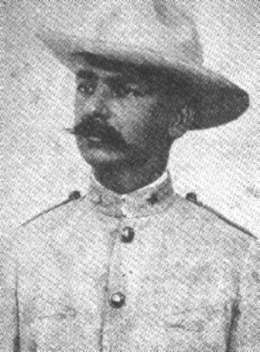
Retrato de Eugenio Molinet

Años después, en 1892, pasó a ser médico del municipio Melena del Sur, al sur de La Habana. En esos años, se involucró en las varias conspiraciones que pretendían reiniciar la guerra de independencia de Cuba contra el poder colonial español.
En junio de 1895, ya iniciada la Guerra Necesaria (1895-1898), tercera guerra por la independencia de Cuba, Molinet partió de regreso a su provincia de origen, Camagüey, para unirse a las fuerzas del mayor general Máximo Gómez, quien se hallaba en plena Campaña Circular. Designado jefe de Sanidad del Tercer Cuerpo del Ejército Mambí, recibió los grados de coronel. En 1896, fue ascendido a general de brigada (brigadier).
Al año siguiente, en 1897, elaboró la Cartilla Instructiva de Sanidad para uso de Practicantes y Enfermeros. Dicha acción se debía a que la mayoría de los médicos del Ejército Mambí eran todavía estudiantes de medicina. Presentada ante su jefe, el brigadier doctor Eugenio Sánchez Agramonte, éste la aprobó. La guerra terminó en 1898, con una intervención militar estadounidense.

## Vida posterior y muerte
Tras la retirada de las tropas estadounidenses, se estableció la República de Cuba. Durante las primeras décadas de dicha república, Molinet estuvo dedicado a una amplia variedad de oficios, como la cría de truchas o labores agrícolas. También estuvo relacionado con la introducción del horario de verano en Cuba. Fue secretario de Agricultura, Comercio y Trabajo.
Fue un fuerte partidario y seguidor del dictador Gerardo Machado (1925-1933). En agosto de 1933, cuando se precipitaba el derrocamiento del general Machado, Molinet intentó frustrar un golpe de Estado contra éste. Al no poder impedir la caída de Machado y al verse demasiado implicado con éste, Molinet fue uno de los que se marchó al exilio en el avión del general.
Años más tarde, más calmada la situación del país, Molinet regresó a La Habana, ciudad donde falleció de causas naturales en  1959, a los noventa y ocho años de edad. Fue sepultado en la necrópolis de Cristóbal Colón con todos los honores militares.